# Adamson (historieta)
Adamson es una cinta cómica sueca creada por Oscar Jacobsson (1889-1945) en 1920. También fue publicada bajo el nombre de Aventuras de Adamson. El personaje principal es un hombre mudo y fumador llamado Adamson, su indumentaria se caracteriza por la utilización de un gran sombrero.

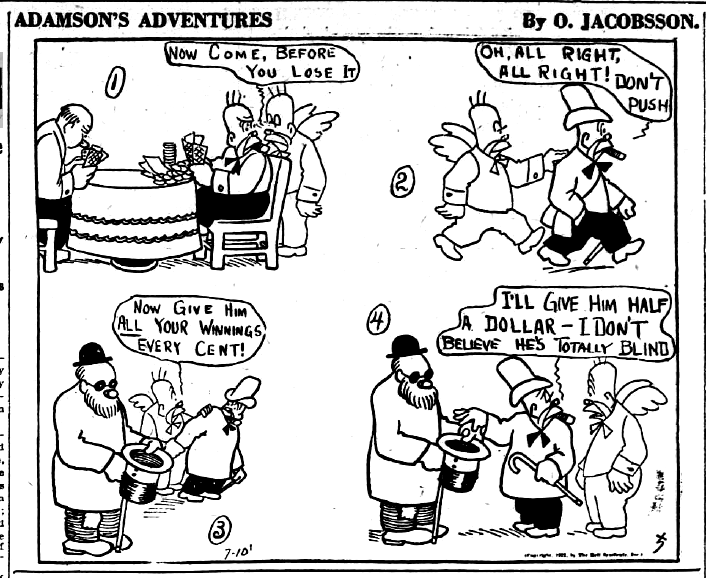
Adamson en 1922.

## Cronología
La cinta originalmente apareció en la publicación humorística sueca Söndags-Nisse, donde debutó el 17 de octubre de 1920. Pronto comenzó a ser muy popular y se publicó en centenares de periódicos en todo el mundo. Después de que Jacobsson muriera en 1945, el cómic siguió por el danés Viggo Ludvigsen hasta 1964.

## Similitud con Homero Simpson
En 2012 se halló que el personaje Homer Simpson de la serie de Los Simpson es parecido al personaje Adamson y son muy similares.